# Onațkivți, Polonne
Onațkivți (în ucraineană Онацьківці) este localitatea de reședință a comunei Onațkivți din raionul Polonne, regiunea Hmelnîțkîi, Ucraina.

## Demografie
Componența lingvistică a localității Onațkivți
     Ucraineană (98,41%)
     Rusă (1,43%)
     Alte limbi (0,16%)
Conform recensământului din 2001, majoritatea populației localității Onațkivți era vorbitoare de ucraineană (98,41%), existând în minoritate și vorbitori de rusă (1,43%).